# Prionostemma melloleitao
Prionostemma melloleitao is een hooiwagen uit de familie Sclerosomatidae.